# Florești (gmina Scărișoara)
Florești – wieś w Rumunii, w okręgu Alba, w gminie Scărișoara. W 2011 roku liczyła 36 mieszkańców.